# インディアン、死よりも赤を選ぶ
『インディアン、死よりも赤を選ぶ』（-しよりもあかをえらぶ）は、1972年（昭和47年）1月に発売された日本のアルバムである。羅生門のセカンドにしてラスト・アルバムである。

## 概要・略歴
1971年（昭和46年）、元ザ・ハプニングス・フォーのクニ河内と、ポール湯川を中心に結成された羅生門は、ファースト・アルバム『日本国憲法』で知られたバンドである。元エモーションの近田春夫も参加している。
1998年（平成10年）6月25日、ダブリューイーエー・ジャパンから、CDアルバムとして再発売された。現在、同盤も廃盤であるが、楽天ダウンロード等で音楽ファイルが入手可能である。
各楽曲は、アメリカ合衆国におけるインディアンたちとアメリカ政府とのインディアン戦争をイメージしている。曲題のひとつの「アンクル・トマホーク」とは、1960年代からアメリカ全土で高まったレッド･パワー運動のなかで、「アンクル・トム」にひっかけて、インディアンたちが「白人にへつらうインディアンの象徴」として揶揄した呼称である。

## 収録曲
1. 朱よりも赤く
  - 作詞かぜ耕士、作曲クニ河内
2. 俺の世界
  - 作詞かぜ耕士、作曲クニ河内
3. 消えたバッファロー
  - 作詞かぜ耕士、作曲クニ河内
4. 花の季節
  - 作詞かぜ耕士、作曲ミッキー・カーチス
5. 前夜(悪い夢)
  - 作詞かぜ耕士、作曲ミッキー・カーチス
6. 叛乱の炎
  - 作詞かぜ耕士、作曲ミッキー・カーチス
7. それは涙の旅と呼ばれた
  - 作詞かぜ耕士、作曲ミッキー・カーチス
8. 最後の星
  - 作詞かぜ耕士、作曲ポール湯川
9. 十字架はどこに立つ
  - 作詞かぜ耕士、作曲ポール湯川
10. 伝説へのノスタルジア
  - 作詞かぜ耕士、作曲ポール湯川
11. アンクル・トマホークはもうごめん
  - 作詞かぜ耕士、作曲杜吉弘

## 関連事項
- 1972年の音楽

## 註
1. ↑  #外部リンクのYahoo! ミュージック「インディアン、死よりも赤を選ぶ」の項の記述を参照。
2. ↑  #外部リンクの「楽天ダウンロード」内の当該項目の記述を参照。